# Mylabris bifucata
Mylabris bifucata es una especie de coleóptero de la familia Meloidae.

## Distribución geográfica
Habita en Angola.